# Buchbach (Niederösterreich)
Buchbach ist eine Gemeinde mit 354 Einwohnern (Stand 1. Jänner 2025) im südlichen Niederösterreich im Bezirk Neunkirchen im Schwarzatal.

## Geografie

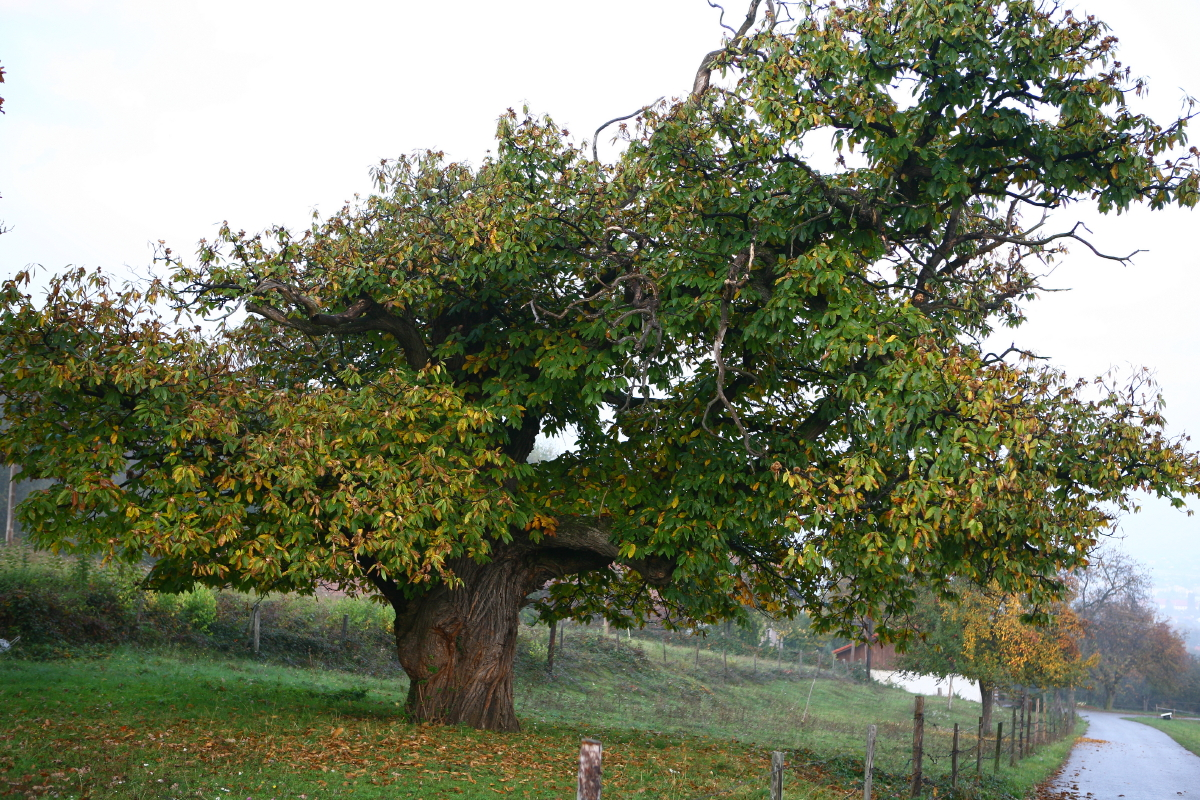
Edelkastanie in Buchbach

Buchbach liegt am Buchbach, dessen Name sich von den Buchen am Bach ableitet, und der Buchbach mündet in die Schwarza. Von Buchbach aus kann man auf die benachbarten Berge, den 805 m hohen Weißjackl und den 708 m hohen Kohlberg wandern.

### Gemeindegliederung
Das Gemeindegebiet umfasst folgende zwei Ortschaften (in Klammern Einwohnerzahl Stand 1. Jänner 2025):
- Buchbach (260)
- Liesling (94)

Die Gemeinde gliedert sich in die Katastralgemeinden Buchbach und Liesling.

### Nachbargemeinden
|           | Prigglitz                                   |         |
| Gloggnitz | Kompassrose, die auf Nachbargemeinden zeigt | Ternitz |
|           | Enzenreith                                  |         |

## Geschichte
Der Ortsteil Liesling wurde im 8. Jahrhundert von Slawen besiedelt, Buchbach erst im 12. Jahrhundert von Bayern und Franken.
Laut Adressbuch von Österreich waren im Jahr 1938 in der Ortsgemeinde Buchbach ein Gastwirt und ein Gemischtwarenhändler ansässig, zudem gab es eine Pension.

### Bevölkerungsentwicklung
| Buchbach: Einwohnerzahlen von 1869 bis 2025         | Buchbach: Einwohnerzahlen von 1869 bis 2025 | Buchbach: Einwohnerzahlen von 1869 bis 2025 | Buchbach: Einwohnerzahlen von 1869 bis 2025 | Buchbach: Einwohnerzahlen von 1869 bis 2025 |
| --------------------------------------------------- | ------------------------------------------- | ------------------------------------------- | ------------------------------------------- | ------------------------------------------- |
| Jahr                                                |                                             |                                             |                                             | Einwohner                                   |
| 1869                                                | 1869                                        |                                             | 218                                         | 218                                         |
| 1880                                                | 1880                                        |                                             | 359                                         | 359                                         |
| 1890                                                | 1890                                        |                                             | 455                                         | 455                                         |
| 1900                                                | 1900                                        |                                             | 451                                         | 451                                         |
| 1910                                                | 1910                                        |                                             | 450                                         | 450                                         |
| 1923                                                | 1923                                        |                                             | 425                                         | 425                                         |
| 1934                                                | 1934                                        |                                             | 404                                         | 404                                         |
| 1939                                                | 1939                                        |                                             | 388                                         | 388                                         |
| 1951                                                | 1951                                        |                                             | 377                                         | 377                                         |
| 1961                                                | 1961                                        |                                             | 369                                         | 369                                         |
| 1971                                                | 1971                                        |                                             | 307                                         | 307                                         |
| 1981                                                | 1981                                        |                                             | 308                                         | 308                                         |
| 1991                                                | 1991                                        |                                             | 324                                         | 324                                         |
| 2001                                                | 2001                                        |                                             | 357                                         | 357                                         |
| 2011                                                | 2011                                        |                                             | 346                                         | 346                                         |
| 2021                                                | 2021                                        |                                             | 357                                         | 357                                         |
| 2025                                                | 2025                                        |                                             | 354                                         | 354                                         |
| Quelle(n): Statistik Austria, Gebietsstand 1.1.2021 |                                             |                                             |                                             |                                             |

### Religion
Nach den Daten der Volkszählung 2001 sind 81,8 % der Einwohner römisch-katholisch, 3,1 % evangelisch, 2,0 % sind Muslime, 0,3 % gehören orthodoxen Kirchen an, 12 % der Bevölkerung haben kein religiöses Bekenntnis.

## Kultur und Sehenswürdigkeiten
Es gibt in der Gemeinde keine denkmalgeschützten Objekte.

## Wirtschaft und Infrastruktur
Im Jahr 2010 gab es in Buchbach dreizehn landwirtschaftliche Betriebe. Davon waren drei Haupt- und zehn Nebenerwerbsbauern.
Von den 151 Erwerbstätigen, die 2011 in Buchbach lebten, arbeiteten 12 in der Gemeinde und 92 Prozent pendelten aus.
Durch den Süden des Gemeindegebietes verläuft die Südbahn. Der Bahnhof Gloggnitz liegt vier Kilometer westlich.

## Politik

### Gemeinderat
Der Gemeinderat hat 13 Mitglieder.
- Mit den Gemeinderatswahlen in Niederösterreich 1990 hatte der Gemeinderat folgende Verteilung: 7 SPÖ, und 6 ÖVP.
- Mit den Gemeinderatswahlen in Niederösterreich 1995 hatte der Gemeinderat folgende Verteilung: 7 SPÖ, und 6 ÖVP.[6]
- Mit den Gemeinderatswahlen in Niederösterreich 2000 hatte der Gemeinderat folgende Verteilung: 8 SPÖ, und 5 ÖVP.[7]
- Mit den Gemeinderatswahlen in Niederösterreich 2005 hatte der Gemeinderat folgende Verteilung: 8 SPÖ, und 5 ÖVP.[8]
- Mit den Gemeinderatswahlen in Niederösterreich 2010 hatte der Gemeinderat folgende Verteilung: 8 SPÖ, und 5 ÖVP.[9]
- Mit den Gemeinderatswahlen in Niederösterreich 2015 hatte der Gemeinderat folgende Verteilung: 8 SPÖ, und 5 ÖVP.[10]
- Mit den Gemeinderatswahlen in Niederösterreich 2020 hatte der Gemeinderat folgende Verteilung: 8 SPÖ, und 5 ÖVP.[11]
- Mit den Gemeinderatswahlen in Niederösterreich 2025 hat der Gemeinderat folgende Verteilung: 7 SPÖ und 6 ÖVP.[12]

### Bürgermeister
| Amtszeit  | Name                         | Beruf        |
| --------- | ---------------------------- | ------------ |
| 1850–1864 | Johann Schweiger             | Landwirt     |
| 1865–1875 | Johann Voßl                  | Landwirt     |
| 1876–1877 | Franz Dobler                 | Landwirt     |
| 1878–1888 | Peter Lang sen.              | Landwirt     |
| 1889–1890 | Georg Gaulhofer              | Landwirt     |
| 1891–1894 | Peter Lang                   | Landwirt     |
| 1895–1900 | Franz Gruber                 | Landwirt     |
| 1901–1912 | Peter Lang                   | Landwirt     |
| 1913–1918 | Franz Gruber                 | Landwirt     |
| 1919      | Peter Alfons sen.            | Arbeiter     |
| 1920      | Josef Treitler               | Landwirt     |
| 1921–1934 | Peter Alfons sen.            | Arbeiter     |
| 1934–1938 | Georg Schober                | Landwirt     |
| 1938      | Peter Alfons (kommissarisch) | Lehrer       |
| 1938–1945 | Rudolf Körner                | Pensionist   |
| 1945–1946 | Gottlieb Krausner            | Arbeiter     |
| 1946–1960 | Franz Schweiger              | Arbeiter     |
| 1961–1989 | Karl Vollnhofer              | Angestellter |
| 1989–2007 | Kurt Spreitzhofer            | (SPÖ)        |
| 2008–0    | Doris Kampichler             | (SPÖ)        |